# Wat heeft een mens nog meer te wensen
Wat heeft een mens nog meer te wensen is een lied van de Nederlandse zangeres Marianne Weber en de Nederlandse zanger Willem Barth. Het werd in 2013 als single uitgebracht en stond in hetzelfde jaar als eerste track op hun gezamenlijke album Ode aan jou.

## Achtergrond
Wat heeft een mens nog meer te wensen is geschreven door Jeff Weber en geproduceerd door Hans Aalbers. Het is een nummer dat past in de genres levenslied en volkspop. In het lied zingen de artiesten over dat ze niet veel meer in het leven nodig hebben, aangezien zij al hun geliefde hebben. De samenwerking tussen de twee artiesten is tot stand gekomen nadat Barth een optreden gaf op de verjaardag van de vader van Weber. Bij dit optreden betrad Weber spontaan het podium en begonnen ze samen te zingen. Weber vond hun stemmen zo goed bij elkaar passen, dat ze een samenwerking met Barth aanging, wat leidde tot een volledig duettenalbum.

## Hitnoteringen
De artiesten hadden succes met het lied in Nederland. Het piekte op de vijftiende plaats van de Single Top 100 en stond zeven weken in deze hitlijst. De Top 40 werd niet bereikt; het lied bleef steken op de negentiende plaats van de Tipparade.